# Hennadiy Bleznitsov
Gennadiy Alexeyevich Bliznetsov (en ukrainien : Геннадій Олексійович Блезніцов, en français : Hennadiï Oleksiïovytch Bleznitsov), né le 6 janvier 1941 à Kharkiv, en RSS d'Ukraine, est un athlète soviétique désormais ukrainien spécialiste du saut à la perche. Affilié au CSKA Kharkiv.

## Biographie

### Palmarès
| Date | Compétition             | Lieu         | Résultat | Performance |
| ---- | ----------------------- | ------------ | -------- | ----------- |
| 1963 | Universiade d'été       | Porto Alegre | 1er      | 4,60 m      |
| 1964 | Jeux olympiques d'été   | Tokyo        | 5e       | 4,95 m      |
| 1965 | Universiade d'été       | Budapest     | 2e       | 4,90 m      |
| 1966 | Jeux européens en salle | Dortmund     | 1er      | 4,90 m      |
| 1967 | Jeux européens en salle | Prague       | 2e       | 4,80 m      |
| 1968 | Jeux européens en salle | Madrid       | 2e       | 5,10 m      |
| 1968 | Jeux olympiques d'été   | Mexico       | 6e       | 5,30 m      |
| 1969 | Jeux européens en salle | Belgrade     | 2e       | 5,10 m      |

### Records
| Épreuve          | Performance | Lieu   | Date |
| ---------------- | ----------- | ------ | ---- |
| Saut à la perche | 5,30 m      | Mexico | 1968 |